# Nikólskoie (Sakhalín)
Nikólskoie - Никольское (rus) - és un poble de l'óblast de Sakhalín, a l'Extrem Orient de Rússia, que el 2013 tenia 243 habitants. Pertany al districte d'Uglegorsk.